# Tarczyk (roślina)
Tarczyk, tarczka (Clypeola L.) – rodzaj roślin należący do rodziny kapustowatych. Obejmuje 9 gatunków. Rośliny te występują w basenie Morza Śródziemnego i dalej na wschód – na Półwyspie Arabskim, w rejonie Kaukazu, po Azję Środkową i Afganistan. Z południowej Europy znane są dwa gatunki – szeroko rozprzestrzeniony Clypeola jonthlaspi oraz endemit środkowej i południowej Hiszpanii – Clypeola eriocarpa, który najprawdopodobniej już wymarł.

## Morfologia
PokrójRośliny jednoroczne pokryte włoskami rozgałęzionymi i gwiazdkowatymi.
LiściePojedyncze, skrętoległe, owłosione.
KwiatyCzterokrotne. Działki kielicha cztery, nie rozdęte, wzniesione lub rozchylone. Płatki cztery, żółte, u nasady zwężone w krótki paznokieć.
OwoceZwisające, jednonasienne, spłaszczone łuszczynki, zwieńczone krótką, trwałą szyjką słupka.

## Systematyka
Pozycja systematyczna
Jeden z rodzajów rodziny kapustowatych (Brassicaceae). Badania molekularne wskazują na jego zagnieżdżenie w obrębie rodzaju smagliczka Alyssum.
Wykaz gatunków
- Clypeola aspera (Weber) Turrill
- Clypeola ciliata Boiss.
- Clypeola cyclodontea Delile
- Clypeola dichotoma Boiss.
- Clypeola elegans Boiss. & A.Huet
- Clypeola eriocarpa Cav.
- Clypeola jonthlaspi L.
- Clypeola lappacea Boiss.
- Clypeola raddeana Albov